# Capurodendron rubrocostatum
Capurodendron rubrocostatum là một loài thực vật có hoa trong họ Hồng xiêm. Loài này được (Jum. & H.Perrier) Aubrév. mô tả khoa học đầu tiên năm 1962.